# 钱用中
钱用中（1864年5月13日—1944年6月23日），字平阶，云南晋宁人，清末、民国云南省教育界人物。

## 生平
光绪十五年（1889年）副贡，十七年（1891年）中举，壬辰（1892年）、甲午（1894年）、戊戌（1898年）会试皆不第。参与戊戌变法，变法失败回滇，受聘为普洱宏远书院主讲，二十五年（1899年）继任译算学堂总教习。三十年（1904年）留学日本弘文学院速成师范科，三十二年（1906年）回国，任云南提学使司署实业课长兼总务课长。三十四年（1908年），与由云龙、赵式铭等创办《云南日报》。民国间，历任云南省教育官厅总务科长、经费稽核委员、省教育会干事、省会师范学校校长、昆明等十一县联合中学校长、省议会议员、省政府秘书、昆明市教育局长。著有《思诚斋》（甲集四卷、乙集二卷）、《中国社会总改造》二卷、《我之国民改造观》一卷、《中国宪法草案》、《大中华建设新论》三篇、《政治学会章程》、《云南全省公安行政条例草案》、《晋宁旅省同乡会章程》、《湾村自治公会组织大纲》、《思诚斋联语》，主编《续晋宁州志》。方树梅为其纂订著作，并撰有《钱平阶生先传》。

## 纪念
今晋宁区晋城湾村存钱用中故居，清同治三年（1864年）建，1930年重建，占地面积504平方米。